# Famille von Mutius
La famille von Mutius est le nom d'une noble famille silésienne qui existe encore aujourd'hui.

## Histoire
La famille serait originaire des états italiens et est au service de l'empereur depuis le 16e siècle. Philipp Jakob von Mutius auf Rohndorf se distingue comme officier de cavalerie impériale et a reçoit une lettre d'armoiries de l'empereur Matthias vers 1615. Des membres de la famille servent également dans l'armée hanovrienne et française.
Franz Josef von Mutius (né en 1704 à Glogau et mort en 1788 à Berthelsdorf), conseiller de cour et de justice ainsi que chancelier de la cathédrale de Breslau, après avoir déjà été fiscal royal de Bohême dans les principautés héréditaires de Schweidnitz-Jauer et Liegnitz sous l'empereur Charles VI, est anobli par le roi prussien Frédéric II par lettre de noblesse du 30 décembre 1745. En 1751, il fait l'acquisition d'Altwasser en 1751.
De ses 17 enfants, beaucoup meurent en bas âge ; Josef Bernhard von Mutius (1751-1816) devient conseiller judiciaire et ancien du pays et augmente considérablement la propriété foncière de la famille. Dans le comté de Glatz, il acquiert les seigneuries de Seitenberg et Gellenau, et dans la Nouvelle-Marche le manoir de Kertschütz et Wüstung. Lorsque le roi Frédéric-Guillaume III monte sur le trône. il représente la principauté de Schweidnitz pour les domaines à l'hommage héréditaire à Berlin. Il meurt célibataire. Johann Karl von Mutius (de) (né le  25 juillet 1758 et mort le 13 mai 1816), seigneur de Börnchen et Thomaswaldau, devient général de division de la cavalerie, perpétue la lignée par son mariage, conclu à Œls le 13 octobre 1788 avec Charlotte Friederike, née baronne von Lützow (née le 23 décembre 1758 à Neuwied et morte le 4 septembre 1811 à Börnchen). Ses enfants, dont Karl von Mutius (1790-1858), l'héritier des domaines de Josef Bernhard von Mutius, sont baptisés en tant que protestants. Son frère cadet Franz Josef Karl von Mutius (né le 2 novembre 1765 et mort le 17 décembre 1849), seigneur de Berthelsdorf, Thiemendorf, Maureck, Kumern, Bischdorf, Eilau, Niklasdorf et Preilsdorf, chambellan et directeur paysager des principautés de Schweidnitz et Jauer, a également une descendance de son mariage, conclu à Breslau le 8 juillet 1789 avec Wilhelmine, née Kracker von Schwartzenfeldt (née le 6 novembre 1771 et morte le 5 mai 1829).
Au XIXe siècle, les membres de la famille occupent le poste d'ancien provincial des principautés de Schweidnitz et de Jawor et occupent souvent de hautes fonctions militaires prussiennes. Hans von Mutius (1825–1883) auf Gellenau se marie avec Gerta von Bethmann-Hollweg (née en 1831), une fille de Moritz August von Bethmann-Hollweg. Les frères Max (1865-1942) et Gerhard von Mutius (1872-1934) sont issus de ce mariage.
Gellenau reste dans la famille jusqu'en 1945. Les derniers membres de la famille, dont Dagmar von Mutius (de), n'en seront expulsés qu'à l'automne 1946.

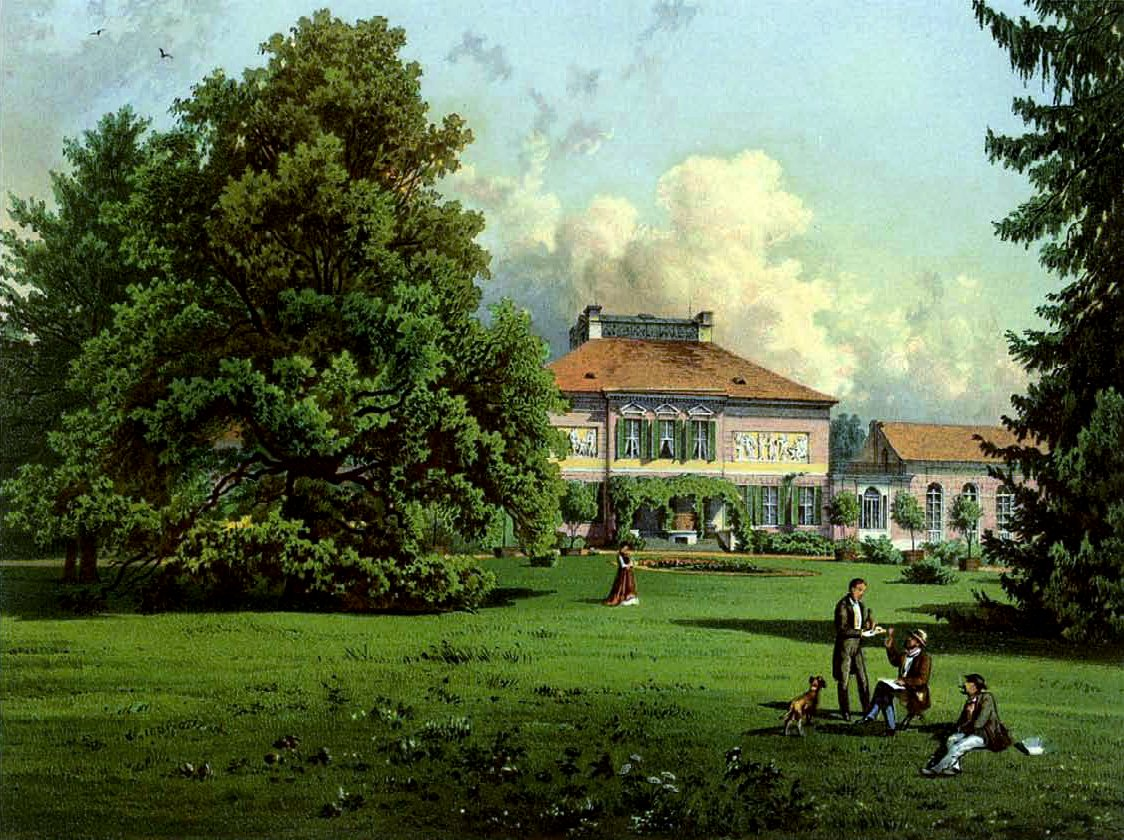
Manoir de Rosenthal, Collection Duncker

En 1864, le capitaine de cavalerie prussien Eugen von Mutius entre en possession de tous les anciens domaines de son grand-père, le comte Gottlob Sigismund von Zedlitz-Leipe (de), à savoir Rosenthal, Mörschelwitz, Christelwitz et Bankwitz dans l'arrondissement de Schweidnitz et Albrechtsdorf dans l'arrondissement de Breslau, après sa mère Louise von Mutius, la comtesse von Zedlitz-Leipe (morte en 1864) a déjà hérité des domaines Bankwitz et Christelwitz de son frère et lui-même a hérité des domaines Rosenthal et Mörschelwitz en 1851 par la mort de la veuve de son oncle. 

### Possessions

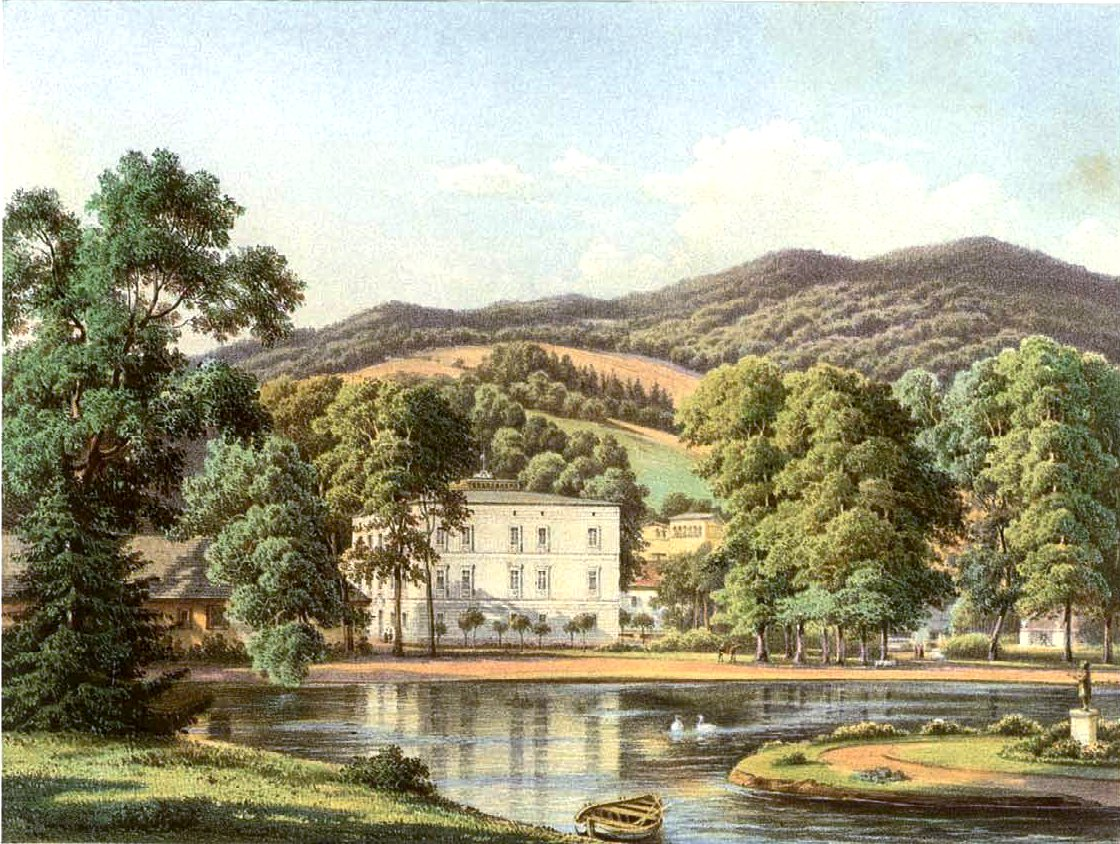
Manoir d'Altwasser, Collection Duncker

- Altwasser, Bärengrund, Bischdorf, Eilau, Kertschütz,
- Berthelsdorf, Thiemendorf, Maureck, Kumern, Bischdorf, Eilau, Niklasdorf et Preilsdorf
- Wüstung Henndorf
- Dans le comté de Glatz :
  - Seigneurie de Plomnitz, Kieslingswalde et Alt Waltersdorf
  - Seigneurie de Seitenberg avec Biehlendorf, Kamnitz, Gompersdorf, Johannesberg, Klessengrund, Alt- et Neu-Mohrau, Mühlbach, Schreckendorf et Wilhelmsthal.
  - Seigneurie de Gellenau avec Groß Georgsdorf, Klein Georgsdorf, Sackisch, Järker, Tanz, Tassau et la colonie de Blasewey (Błażejów à partir de 1945)

## Armes

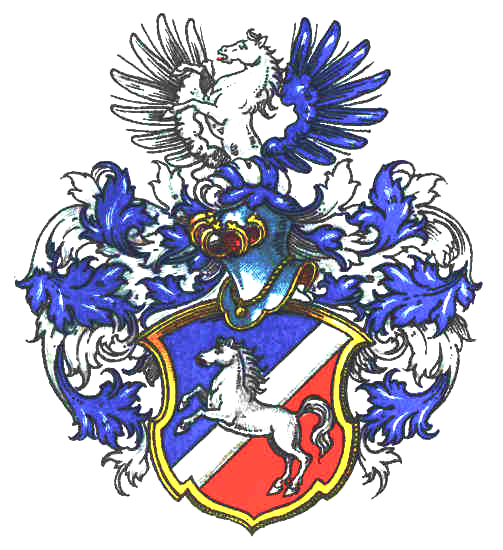
Armoiries de la famille von Mutius

Les armoiries décernées en 1615 montrent un écu divisé par une barre gauche oblique argentée allant du bleu au rouge. Dans l'ensemble, un cheval de saut parfait sans bride avec une queue relevée. L'écu est recouvert d'un casque de tournoi chevaleresque ouvert, bleu terni et doublé de rouge, avec cinq crochets dorés et un bijou uniforme attaché, également recouvert d'un renflement enroulé alternativement argent et bleu, d'où émerge un demi-cheval d'argent entre deux ailes d'aigle ., prêt à bondir, dont celui de droite est argenté et celui de gauche bleu. Les lambrequins sont argentés et bleus des deux côtés.
Les armoiries décernées en 1745 montrent un cheval blanc débridé bondissant dans une bordure dorée de l'écu dans un champ divisé du bleu au rouge par une barre d'argent à gauche. Sur le casque couronné avec des couvertures bleues et argentées, un cheval blanc cabré entre le vol ouvert, l'argent à l'avant et le bleu à l'arrière.

### Représentations d'armoiries

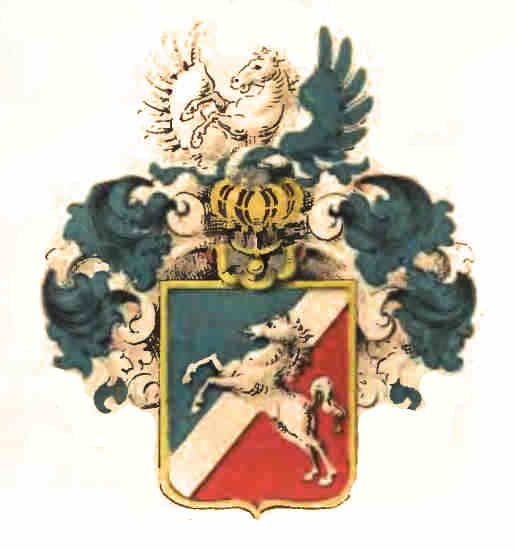
Blason (1745) d'après le Schlesisches Wappenbuch (1847)
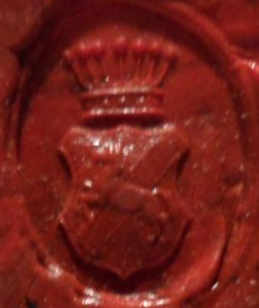
Sceau héraldique des Mutius avec couronne de baron

## Personnalités

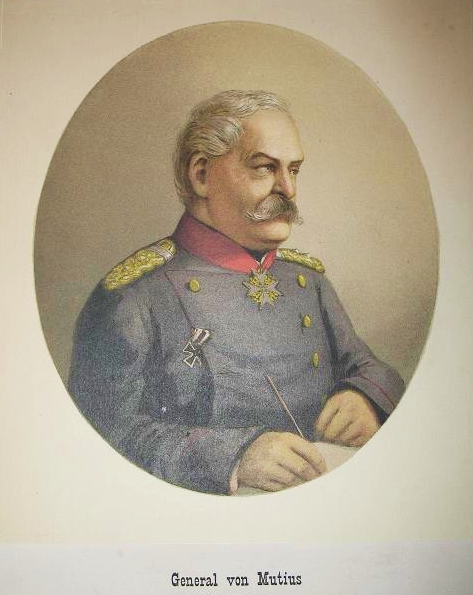
Général Louis de Mutius

- Johann Karl von Mutius (de) (1758-1816), général de division prussien, père de Louis
- Louis von Mutius (1796-1866), général de cavalerie prussienne
- Peter von Mutius (de) (1828-1904), général de division prussien
- Wilhelm von Mutius (de) (1832-1918), lieutenant général prussien
- Albert von Mutius (1862-1937), lieutenant général prussien
- Maximilian von Mutius (1865-1942), général de division prussien
- Gerhard von Mutius (1872-1934), diplomate
- Theodor von Mutius (de) (1909-1977), amiral de la flottille allemand
- Bernhard Ludwig von Mutius (de) (1913-1979), secrétaire du Congrès du peuple allemand
- Albrecht von Mutius (de) (1915-1985), théologien protestant
- Carl von Mutius (né en 1918), officier et attaché de presse à la mission allemande de l'ONU à Genève
- Dagmar von Mutius (de) (1919–2008), écrivain
- Franz von Mutius (de) (1925–2011), avocat administratif
- Albert von Mutius (né en 1942), juriste
- Bernhard von Mutius (de) (né en 1949), philosophe et spécialiste des sciences sociales
- Hans-Georg von Mutius (de) (né en 1951), judaïste